# Osvaldo Rossi
Osvaldo Rossi, ou simplesmente Rossi (Belo Horizonte, 5 de outubro de 1937) é um ex-futebolista brasileiro, que atuava como atacante.
Rossi era conhecido como “O Pequeno Polegar”.

## Carreira
Rossi iniciou sua carreira nas categorias de base do Cruzeiro, mas foi para o Asas de Lagoa Santa e depois se transferiu para o Rio de Janeiro para defender o Botafogo, no fim de 1955.
Ficou no time de General Severiano de 1955 a 1961 e lá, como reserva de Didi e posteriormente Tião Macalé, foi campeão carioca de 57. Estreou num amistoso em 23 de fevereiro de 1957 contra o América em São José do Rio Preto. Em outubro de 1960, foi emprestado ao Cruzeiro por 3 meses.
Do Fogão, voltou para o Cruzeiro em em 1961, quando participou da vitoriosa campanha da Seleção Mineira no Campeonato Brasileiro de Seleções. Ao todo, pelo Cruzeiro fez 31 jogos (sendo 17 oficiais e 14 amistosos) e marcou 3 gols.
Pelo Botafogo, disputou 111 partidas pelo clube e marcou 28 gols.
Em 1963, no segundo semestre, Rossi foi negociado com o Santos. Estreou em 1 de setembro, contra a Ferroviária no Estádio Fonte Luminosa.
Fez parte do vitorioso elenco alvinegro campeão da Libertadores, contra o Boca Juniors, e do Mundial, contra o Milan. Seu melhor ano pelo Alvinegro foi em 1964, quando atuou em 22 partidas, marcando 2 gols. Também fez parte da campanha do Bicampeonato Paulista, em 1964 e 1965. Ao todo, fez 57 jogos pelo clube e marcou 7 gols.
Após sair do Santos, em 1966, ele ainda teve passagens pelo Náutico e pela Portuguesa Santista antes de pendurar as chuteiras, em 1969, jogando pelo Coritiba.
Depois de encerrar a carreira como jogador, Rossi foi treinador das divisões de base do Cruzeiro e de alguns outros times do interior de Minas Gerais, como Valério (1988), Minas EC (1988) e Villa Nova (1990).

### Títulos[12]
Seleção Mineira
- Campeonato Brasileiro de Seleções: 1962

Botafogo
- Campeonato Carioca: 1957[9][10]

Cruzeiro
- Campeonato Mineiro: 1960, 1961

Santos
- Copa Intercontinental: 1963[2][19]

- Campeonato Paulista: 1962, 1964[13], 1965